# سعادة الله الحسيني
سعادة الله الحسيني (7 يونيو 1973 - ) هو أمير الجماعة الإسلامية الهندية، وعضو المجلس الاستشاري المركزي للجماعة. وهو الرئيس السابق للمنظمة الإسلامية لطلاب الهند، وقد ترأس قسم الدراسات والبحوث في الجماعة ومقره في حيدر آباد.

## سيرته
تلقى تعليمه في مدينة ماهاراشترا، وتخرج من هندسة الإلكترونيات والاتصالات، وانضم للمنظمة الإسلامية لطلاب الهند وكان رئيسها لفترتين متتاليتين (1999-2003). عندما انضم إلى مجلس الشورى المركزي للجماعة، وكان أصغر عضو فيه.
ألف العديد من الكتب، وترجمت آخر خمسة كتب له إلى عدة لغات، وقد نشر أكثر من 200 مقالة باللغة الأردية والإنجليزية.

## وصلات خارجية
- الجماعة الإسلامية الهندية